# 이영재 (축구 선수)
이영재(李英才, 1994년 9월 13일~)은 대한민국의 축구 선수이며, 포지션은 미드필더이다. 현 전북 현대 모터스 소속이다.

## 구단 경력
2015 시즌을 앞두고 울산 현대 축구단에 입단하여 2015년 7월 5일에 전남 드래곤즈를 상대로 리그 데뷔전을 치렀으며, 10월 25일에 열린 전남과의 원정 경기에서 리그 데뷔골을 기록하였다.
2016 시즌을 앞두고 이정협과 맞임대 형식의 트레이드를 통해 부산 아이파크로 임대이적하였다. 4월 2일 열린 강원 FC와의 경기에서 부산 이적 후 첫 골을 기록했다.
2016 시즌이 끝난 후, 원 소속팀인 울산으로 임대 복귀하였고 2017년에는 울산의 FA컵 우승을 이끌어냈다.
2019년 1월 5일에는 김승준과 함께 경남으로 이적하였다.
2019 시즌 여름 이적시장에서 제리치와 트레이드되면서 강원 FC로 이적하였다.
2021년 1월 19일에 수원 FC로 이적하였다.

## 국가대표 경력
2015년 태국 킹스컵 U-22 국가대표에 선발되었고, 현재 신태용 감독이 이끄는 리우올림픽 국가대표에 선발되었으며 1월 4일에 있었던 UAE과의 올림픽 최종예선 평가전에서 골을 기록하였다.
2019년 11월 28일에 2019 동아시아축구연맹(EAFF) E-1 챔피언십 국가대표에 발탁되었으며,2019년 12월 12일, 홍콩과의 경기에서 교체 투입되어 A대표팀 데뷔전을 치렀다.

## 수상 목록

### 구단

#### 울산 현대 축구단
- FA컵
  - 우승 : 2017

### 국가대표

#### 대한민국
- EAFF E-1 풋볼 챔피언십
  - 우승 : 2019
  - 준우승 : 2022